# Спайка (деревня)
Спа́йка — деревня в Кормиловском районе Омской области России. Входит в состав Победительского сельского поселения.

## География
Располагается в 32 километрах от Кормиловки и в 56 километрах от Омска.

## История
Основана в 1925 году. В 1928 году выселок Спайка состоял из 64 хозяйств. В административном отношении входил в состав Покровско-Иртышского сельсовета Ачаирского района Омского округа Сибирского края.

## Население
| 2010 |
| ---- |
| 223  |